# Echinotheridion urarum
Echinotheridion urarum is een spinnensoort in de taxonomische indeling van de kogelspinnen (Theridiidae).
Het dier behoort tot het geslacht Echinotheridion. De wetenschappelijke naam van de soort werd voor het eerst geldig gepubliceerd in 1989 door Buckup & Marques.